# Mulher barbada

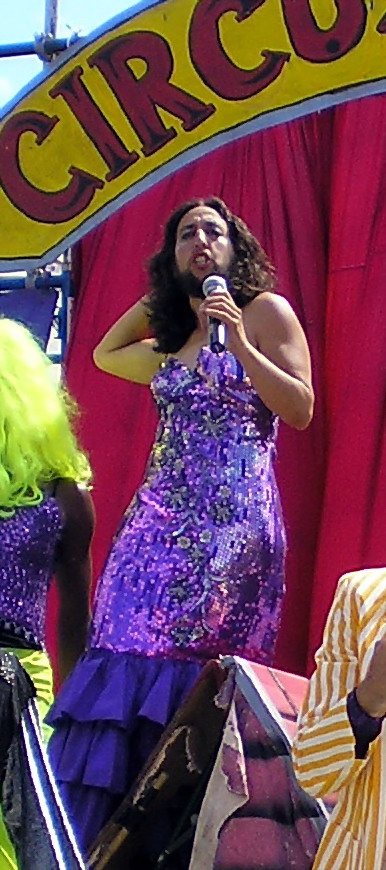
Jennifer Miller, uma mulher barbada

Uma mulher barbada ou mulher barbuda é uma mulher que apresenta uma barba visível. Estas mulheres há muito têm sido consideradas como atrações circenses, curiosidades teratológicas ou aberrações humanas. Mais recentemente, ganharam o status de manifestação política contra os padrões de feminilidade vigentes.
A atual detentora do recorde mundial de barba mais longa é Vivian Wheeler. Em 2000, sua barba media 28 cm de comprimento.

## Causas e consequências

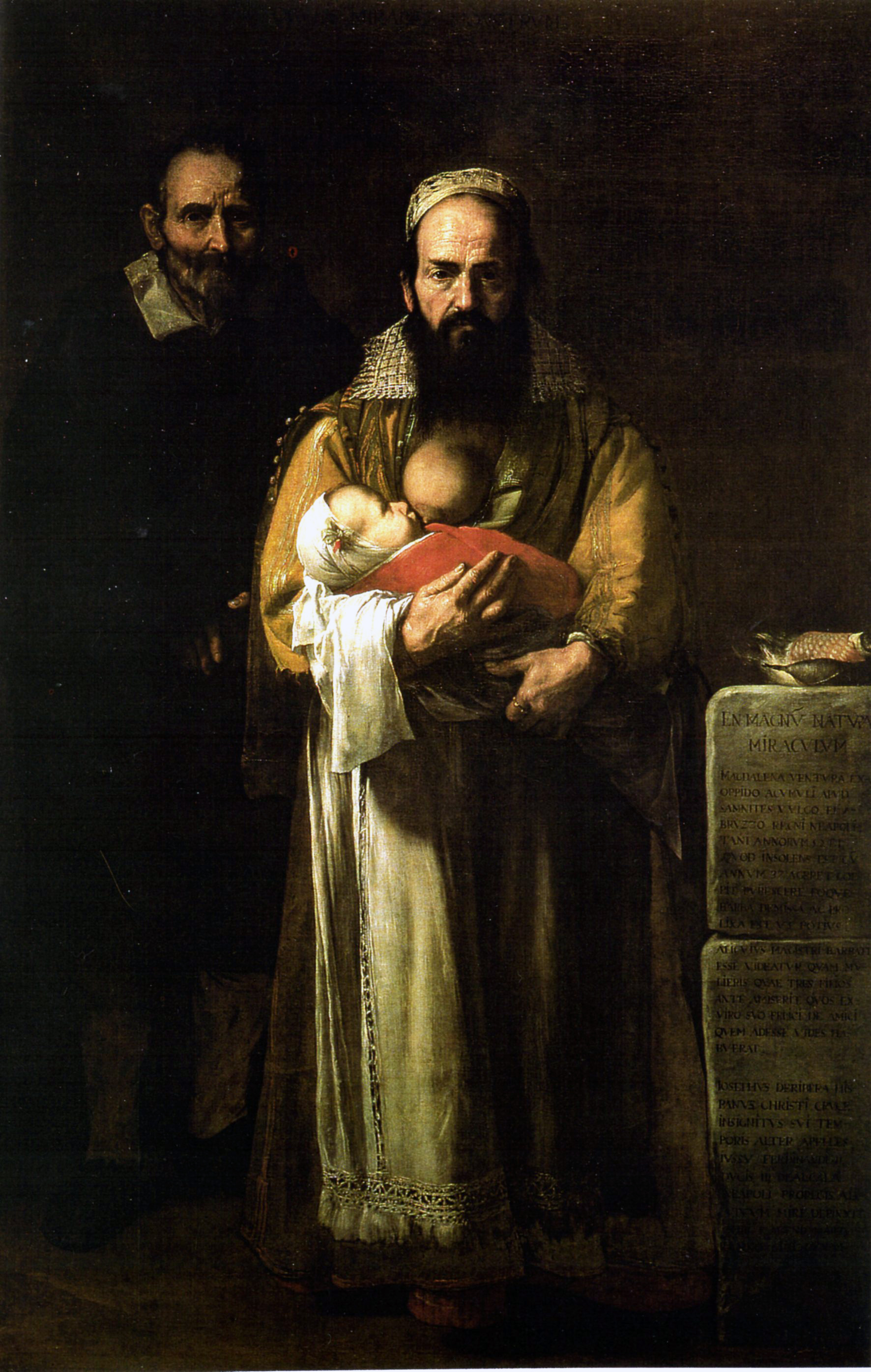
Mujer Barbuda, de Ribera (1631)

Um pequeno número de mulheres é capaz de desenvolver naturalmente pelos faciais, chamado de hirsutismo, seja por uma variação do típico nível hormonal feminino, fatores genéticos. Ainda existindo casos artificialmente induzidos, através do uso de anabolizantes.
Como barbas e bigodes são típicas características sexuais secundárias masculinas, mulheres com pelos faciais sofrem enorme pressão cultural para removê-los, visto que sua manutenção configura um estigma social. Justamente por isso, as exceções notáveis acabaram por tornar-se atrações burlescas entre o final do século XIX e o início do século XX, nos chamados "circos dos horrores". Todavia, nem todas as "mulheres barbadas" exibidas em tais espetáculos eram barbas autênticas, sendo inclusive que algumas das pessoas que se apresentavam nem mulheres eram.

## Na cultura popular
- Nos capítulos 40 e 41 da segunda parte de Dom Quixote, a Dona Dolorida e outras damas usam barbas postiças. Elas dizem à Dom Quixote que suas barbas são o resultado de um encantamento maléfico, e que o cavaleiro deveria montar num cavalo de madeira (Clavileño) para desfazer o encanto.
- Em A Vida de Brian, do Monty Python, algumas mulheres judias (interpretadas por atores) usam barbas postiças para se fazer passar por homens e assim poder apedrejar um blasfemador que havia pronunciado O Nome de Jeová.
- As mulheres do país fictício de Elbonia criado por Scott Adams para sua tira diária Dilbert, possuem barbas.
- Em obras de fantasia, as anãs são frequentemente descritas como tendo barbas; entre os exemplos, estão as anãs da Terra Média[6] de J. R. R. Tolkien, e as anãs da série Discworld de Terry Pratchett.
- A série Carnivàle da HBO apresentou uma mulher barbada como uma das atrações do espetáculo.
- Em Macbeth de William Shakespeare, as Nornas têm barbas, entre outros atributos faciais estranhos.
- Num episódio de My Name Is Earl, Judy Greer interpreta uma mulher barbada que se junta ao circo.
- No filme SpaceBalls, a cápsula de fuga do vilão Dark Helmet é roubada por uma mulher barbada.
- Na série Cirque du Freak, uma das aberrações é uma bela mulher chamada Truska, que pode fazer crescer uma barba por sua própria vontade.
- Adriana Calcanhotto compôs uma música intitulada "A Mulher Barbada".[7]